# Leonard Kaczanowski
Leonard Kaczanowski (ur. 7 kwietnia 1949 w Nysie) – polski aranżer, kompozytor, pianista, wokalista jazzowy. W dorobku posiada ok. 900 aranżacji różnych gatunków muzyki, ok. 110 kompozycji instrumentalnych własnego autorstwa. Ponadto napisał muzykę do siedmiu sztuk teatralnych i jest również kompozytorem muzyki elektronicznej. 

## Życiorys
Średnią Szkołę Muzyczną ukończył w Opolu. Absolwent Akademii Muzycznej im. K. Szymanowskiego w Katowicach na Wydziale Jazzu i Muzyki Rozrywkowej. Wokalista w zespole Koman Band i Big Band PWSM w Katowicach. 
Występował na Jazz Jamboree '77, Pop-Session '77 w Sopocie i Ost-West Jazz Festival '78 w Norymberdze. W latach 1980–1996 grał i śpiewał w 14 krajach Europy i Ameryki Północnej. Współpracował z zespołami: Stalowy Bagaż (1982–1983), Tabu (1983–1984) i Ziyo (1986). 
Współpracował także przy produkcji płyt Maryli Rodowicz, Krystyny Prońko, Tomasza Szweda i innych artystów jak np. piosenka "Moja mała nostalgia" z płyty autorskiej K. Tomaszewskiego (1999). Od 2000 r. przebywa w Stanach Zjednoczonych, gdzie zajmuje się tworzeniem muzyki do teatru i pedagogiką muzyczną.
W USA napisał muzykę do takich sztuk teatralnych jak:
- 2006 – Mały Książę[3]
- 2007 – Oberża Pod Czerwonym Makiem
- 2008 – Szukamy Stajenki... w Betlejemską Świętą Noc[4]
- 2008 – Kaczka i bocian szukają Dziubdziuba, czyli wesoła szkoła
- 2009 – Niemcy[5] -
- 2011    Siedem śmiechów głównych
- 2014    O mniejszych braciszkach św. Franciszka

## Wyróżnienia i nagrody
- 1977 – II miejsce w Międzynarodowych Spotkaniach Wokalistów Jazzowych, Lublin[1]
- 1978 – III miejsce na piosenkę programu III PR (utwór "Dawno")
- piosenka miesiąca 'Studia Gamma' duet wraz z K.Prońko, "W cieniu dobrego drzewa"
- dwukrotny zdobywca I miejsca w plebiscycie miesięcznika Non-Stop z piosenkami "Tramwaj nr 19" i "Dawno"

## Twórczość
Płyty w jakich m.in. brał udział jako muzyk lub solista:
- 1980 – Zapraszamy do Trójki vol. 3 - solista w utworze "Twoja to dłoń" (SX 1869 Muza)
- 1990 – Krystyna Prońko – solista w utworze "W cieniu dobrego drzewa" (SX 2774 Muza)
- 1995 – Tomasz Szwed – instrumenty klawiszowe i chórki (CD BBZ 004)
- Tomasz Szwed Tomasz Szwed kierowcom - instrumenty klawiszowe i chórki (kaseta MC BBZ)
- 1995 – Maryla Rodowicz Marysia Biesiadna - aranżacja chórków i vocal (Tra-la-la)
- 1996 – Maryla Rodowicz Złota Maryla - aranżacja chórków i vocal (Tra-la-la)
- Johnny Walker Dla ciebie gram - pianista i chórki (Luna Music LUN CD015)
- 1999 – K. Logan Tomaszewski Z potrzeby duszy i serca - solista w utworze "Moja mała nostalgia"
- 2000 – Leonard Kaczanowski Słodkie życie - solista w singlu CD Koman Production